# Liste d'églises et monastères arméniens (du IVe au XIVe siècle)
Pour un article plus général, voir Architecture arménienne.
La liste qui suit reprend par marz des églises parmi les plus anciennes d'Arménie, c'est-à-dire construites depuis le IVe siècle jusqu'au XIVe siècle. Elles ont été presque toutes restaurées au cours des siècles et notamment au XVIIe siècle puis au XIXe siècle, au XXe siècle et au XXIe siècle. La liste n'est pas exhaustive. Elle ne reprend pas les édifices situés en Azerbaïdjan et au Haut-Karabagh, en Géorgie, en Iran et en Turquie, ainsi que sur le territoire de l'ancien royaume arménien de Cilicie et dans les régions du monde où la diaspora arménienne s'est implantée au fil des siècles. Ces derniers sont repris dans la Liste des monastères arméniens qui les classe par ordre alphabétique et sans limitation de dates.

## Marzd'Aragatsotn

| n°  | Nom                                             | Emplacement                | Époque de construction | langue arménienne              | Photo |
| --- | ----------------------------------------------- | -------------------------- | ---------------------- | ------------------------------ | ----- |
| 1.  | Aruchavank (ou Aruch)                           | Aruj                       | VIIe siècle            | Արուճավանք                     |       |
| 2.  | Église Karmravor                                | Achtarak                   | VIIe siècle            | Կարմրավոր եկեղեցի              |       |
| 3.  | Basilique Kasagh (ou église de la Sainte-Croix) | Aparan                     | IVe ou Ve siècle       | Քասաղի բազիլիկա                |       |
| 4.  | Hovhannavank (ou monastère Saint-Jean)          | Achtarak                   | IVe siècle             | Հովհանավանք                    |       |
| 5.  | Église Saint-Jean-Baptiste de Biourakan         | Byurakan                   | Xe siècle              | Սուրբ Հովհաննես Մկրտիչ եկեղեցի |       |
| 6.  | Église Saint-Jean-Baptiste de Mastara           | Talin (village de Mastara) | Ve siècle              | Սուրբ Հովհաննես Մկրտիչ եկեղեցի |       |
| 7.  | Saint-Serge d'Ushi (monastère)                  | Ushi                       | Ve siècle              | Ուշի Սուրբ Սարգիս              |       |
| 8.  | Saghmosavank (ou monastère des psaumes)         | Achtarak                   | XIIIe siècle           | Սաղմոսավանք                    |       |
| 9.  | Cathédrale de Talin                             | Talin                      | VIIe siècle            | Թալինի մայր տաճար              |       |
| 10. | Tegher                                          | Aghdsk                     | XIIe siècle            | Թեղեր                          |       |
| 11. | Église de Vahramashen                           | Amberd                     | XIe siècle             | Վահրամաշեն                     |       |

## Marz d'Ararat

| n° | Nom                                   | Emplacement               | Époque de construction | langue arménienne | Photo |
| -- | ------------------------------------- | ------------------------- | ---------------------- | ----------------- | ----- |
| 1. | Aghjots Vank (monastère)              | Garni (à proximité)       | XIIIe siècle           | Աղջոց վանք        |       |
| 2. | Khor Virap (prison de Saint-Grégoire) | mont Ararat (à proximité) | VIIe siècle            | Խոր Վիրապ         |       |

## Marz d'Armavir

| n° | Nom                         | Emplacement | Époque de construction | langue arménienne         | Photo |
| -- | --------------------------- | ----------- | ---------------------- | ------------------------- | ----- |
| 1. | Sainte-Etchmiadzin (UNESCO) | Etchmiadzin | Ve puis XVIIe siècles  | Մայր Տաճար Սուրբ Էջմիածին |       |
| 2. | Sainte-Gayané (UNESCO)      | Etchmiadzin | 630 puis XVIIe siècle  | Սուրբ Գայանե .            |       |
| 3. | Sainte-Hripsimé (UNESCO)    | Etchmiadzin | 618 puis XVIIe siècle  | Սուրբ Հռիփսիմե            |       |
| 4. | Zvartnots (UNESCO)          | Erevan      | 640-650                | Զվարթնոց                  |       |

## Marz deGegharkunik

| n° | Nom                                         | Emplacement | Époque de construction      | langue arménienne                                     | Photo |
| -- | ------------------------------------------- | ----------- | --------------------------- | ----------------------------------------------------- | ----- |
| 1. | Hayravank (monastère)                       | Hayravank   | 1371                        | Au sein du monastère : église de la Dormition de 1628 |       |
| 2. | Makenyats Vank (monastère)                  | Makenis     | XIIIe siècle                | Մաքենյաց վանք                                         |       |
| 3. | Cimetière de Noradouz                       | Noradouz    | IXe au XIIe siècle          | Նորատուսի գերեզմանատուն                               |       |
| 4. | Église de la Sainte-Mère-de-Dieu (Noradouz) | Noradouz    | IXe siècle                  | Սուրբ Աստվածածին եկեղեցի.                             |       |
| 5. | Sevanavank (monastère)                      | Sevan       | 874 XVIIe et XVIIIe siècles | Սևանավանք                                             |       |

## Marz deKotayk

| n° | Nom                              | Emplacement | Époque de construction  | langue arménienne       | Photo |
| -- | -------------------------------- | ----------- | ----------------------- | ----------------------- | ----- |
| 1. | Temple de Garni (temple païen)   | Garni       | Ier siècle              | Գառնու տաճար            |       |
| 2. | Geghard (monastère) (UNESCO)     | Goght       | XIIIe siècle            | Գեղարդ                  |       |
| 3. | Havuts Tar                       | Goght       | XIe siècle-XIIIe siècle | Հավուց Թառ              |       |
| 4. | Ketcharis (monastère)            | Tsakhkadzor | XIe siècle              | Կեչառիս                 |       |
| 5. | Église Machtots Hayrapet         | Garni       | XIIe siècle             | Մաշտոց Հայրապետ եկեղեցի |       |
| 6. | Makravank                        | Hrazdan     | Xe siècle-XIIIe siècle  | Մաքրավանք               |       |
| 7. | Ptghnavank (ou église de Ptghni) | Ptghni      | VIe et VIIe siècles     | Պտղնավանք               |       |

## Marz deLorri

| n° | Nom                         | Emplacement | Époque de construction | langue arménienne | Photo |
| -- | --------------------------- | ----------- | ---------------------- | ----------------- | ----- |
| 1. | Akhtala (monastère)         | Akhtala     | Xe siècle              | Ախթալա վանք       |       |
| 2. | Haghpat (monastère)(UNESCO) | Haghpat     | Xe au XIIIe siècle     | Հաղպատ            |       |
| 3. | Kobayr (monastère)          | Toumanian   | XIIIe siècle           | Քոբայր            |       |
| 4. | Horomayr (monastère)        | Odzoun      | XIIe au XIIIe siècle   | Հոռոմայր          |       |
| 5. | Hnevank (monastère)         | Kurtan      | VIIe au Xe siècle      | Հնեվանք           |       |
| 6. | Khorakert (monastère)       | Jiliza      | XIIe et XIIIe siècles  | Խորակերտ          |       |
| 7. | Khuchap (monastère)         | Privolnoye  | XIIe et XIIIe siècles  | Խուճապ            |       |
| 8. | Église d'Odzoun (monastère) | Odzoun      | VIe siècle             | Օձունի վանք       |       |
| 9. | Sanahin (monastère)         | Toumanian   | Xe siècle              | Սանահին           |       |

## Marz deShirak

| n° | Nom                          | Emplacement | Époque de construction | langue arménienne | Photo |
| -- | ---------------------------- | ----------- | ---------------------- | ----------------- | ----- |
| 1. | Ererouk (site archéologique) | Anipemza    | VIe siècle             | Երերույք          |       |
| 2. | Haritchavank                 | Harich      | VIIe et VIIIe siècles  | Հառիճավանք        |       |
| 3. | Lmpat                        | Artik       | VI                     | Լմպատ             |       |
| 4. | Marmashen (monastère)        | Gyumri      | Xe et XIIIe siècles    | Մարմաշեն          |       |

## MarzdeSyunik

| n° | Nom                         | Emplacement | Époque de construction        | langue arménienne | Photo |
| -- | --------------------------- | ----------- | ----------------------------- | ----------------- | ----- |
| 1. | Bgheno-Noravank (monastère) | Bardzravan  | Xe et XIe siècles             | Բղենո-Նորավանք    |       |
| 2. | Tatev (monastère)           | Tatev       | entre les Xe et XIIIe siècles | Տաթեվ             |       |
| 3. | Vahanavank (monastère)      | Kapan       | Xe et XIe siècles             | Վահանավանք        |       |
| 4. | Vanevan                     | Artsvanist  | Xe siècle                     | Վանեվան           |       |
| 5. | Vorotnavank (monastère)     | Vaghatin    | Xe siècle                     | Որոտնավանք        |       |

## Marz deTavush

| n°  | Nom                                               | Emplacement | Époque de construction          | langue arménienne                 | Photo |
| --- | ------------------------------------------------- | ----------- | ------------------------------- | --------------------------------- | ----- |
| 1.  | Gochavank (monastère)                             | Goch        | XIIe et XIIIe siècles           | Գոշավանք                          |       |
| 2.  | Haghartsine (monastère)                           | Teghut      | Xe et XIIIe siècles             | Հաղարծին                          |       |
| 3.  | Khoranachat (monastère)                           | Chinari     | XIIIe siècle                    | Խորանաշատ                         |       |
| 4.  | Kirants (monastère)                               | Kirants     | XIIIe et XIVe siècles           | Կիրանց Վանք                       |       |
| 5.  | Makaravank (monastère)                            | Achajur     | Xe et XIIIe siècles             | Մակարավանք                        |       |
| 6.  | Matosavank                                        | Dilidjan    | XIIIe siècle                    | Մաթոսավանք                        |       |
| 7.  | Monastère Moro-Dzoro ou Chapelle Tsrvisi          | Lusahovit   | Ve siècle XIIe et XIIIe siècles | Մորո Ձորո վանք                    |       |
| 8.  | Mshkavank (monastère)                             | Koghb       | XIIe et XIIIe siècles           | Մշկավանք                          |       |
| 9.  | Église de la Mère-de-Dieu à Voskepar              | Voskepar    | VIIe siècle                     | Ոսկեպարի Սուրբ Աստվածածին եկեղեցի |       |
| 10. | Monastère des Saints-Apôtres (Tavush) (monastère) | Kirants     | XIIIe siècle                    | Սուրբ Առաքելոց Վանք               |       |
| 11. | Nor Varagavank (monastère)                        | Varagavan   | XIIe et XIIIe siècles           | Նոր Վարագավանք                    |       |

## Marz deVayots Dzor

| n° | Nom                                  | Emplacement | Époque de construction      | langue arménienne                          | Photo |
| -- | ------------------------------------ | ----------- | --------------------------- | ------------------------------------------ | ----- |
| 1. | Église d'Areni (Sainte-Mère-de-Dieu) | Areni       | 1321                        | Սուրբ Աստվածածին եկեղեցի Մարմաշեն          |       |
| 2. | Gndevank (monastère)                 | Gndevaz     | Xe siècle                   | Գնդեվանք                                   |       |
| 3. | Noravank (monastère)                 | Areni       | XIIe et XIVe siècles        | Նորավանք Սուրբ Աստվածածին եկեղեցի Մարմաշեն |       |
| 4. | Spitakavor (monastère)               | Gladzor     | XIVe siècle                 | Սպիտակավոր                                 |       |
| 5. | Tanahat (monastère)                  | Vernashen   | VIIIe et XIIIe siècles      | Թանահատ                                    |       |
| 6. | Tsaghatskar (monastère)              | Artabuynk   | entre les Xe et XIe siècles | Ցախացքար                                   |       |

## Ville d'Erevan
| Église Katoghiké d'Erevan (contigüe à Sainte-Anne) | Erevan | XIIIe siècle | Կաթողիկե Սուրբ Աստվածածին եկեղեցի |  |